# دهستان دستگرد (فرخ‌شهر)
دهستان دستگرد، یکی از دهستان‌های بخش دستگرد شهرستان فرخ‌شهر در استان چهارمحال و بختیاری ایران است. مرکز این دهستان، روستای دستگرد امامزاده است.

## جمعیت
بر پایه سرشماری عمومی نفوس و مسکن در سال ۱۳۹۵، جمعیت دهستان دستگرد برابر با ۲٬۸۱۰ نفر بوده‌است.